# Bye Bye, Love
Bye Bye, Love – amerykańska komedia z 1995 roku.

## Fabuła
Bye Bye, Love to opowieść o trójce przyjaciół, którzy ciągle próbują pogodzić weekendowe opiekowanie się dziećmi z życiem towarzyskim. Film przedstawia relacje mężczyzn z ich byłymi żonami, przyjaciółkami i kolegami z ich punktu widzenia. Poza problemami wychowawczo-opiekuńczymi porusza kwestię rozwodów, jak również bezdomności, zachowując przy tym emocjonalny i zabawny charakter.

## Główne role
- Matthew Modine – Dave
- Randy Quaid – Vic Damico
- Paul Reiser – Donny
- Janeane Garofalo – Lucille
- Amy Brenneman – Susan
- Eliza Dushku – Emma
- Ed Flanders – Walter Sims
- Maria Pitillo – Kim

i inni.